# Lijst van dorpen in Çankırı
Onderstaande lijst bevat alle dorpen in de Turkse provincie Çankırı. Tussen haakjes het Turkse district

## A
- Afşar (Çerkeş)
- Ağaca (Çerkeş)
- Ağilözü (Kurşunlu)
- Ağzibüyük (Çankırı)
- Ahirköy (Çerkeş)
- Ahlatköy (Çankırı)
- Akbaş (Çerkeş)
- Akbulut (Eldivan)
- Akçali (Eldivan)
- Akçaören (Ilgaz)
- Akçavakif (Çankırı)
- Akgüney (Bayramören)
- Akhasan (Çerkeş)
- Akseki (Bayramören)
- Aktaş (Ilgaz)
- Akyazı (Yaprakli)
- Alaçat (Çankırı)
- Alanpınar (Çankırı)
- Alibey (Ilgaz)
- Aliç (Ilgaz)
- Alıca (Çankırı)
- Aliözü (Çerkeş)
- Alpagut (Ilgaz)
- Alpsari (Korgun)
- Altınlı (Çankırı)
- Arpayeri (Ilgaz)
- Aşağibozan (Ilgaz)
- Aşağiçavuş (Çankırı)
- Aşağidere (Ilgaz)
- Aşağimeydan (Ilgaz)
- Aşağiovacik (Kizilirmak)
- Aşağiöz (Yaprakli)
- Aşağipelitözü (Çankırı)
- Aşağiyanlar (Çankırı)
- Aşiklar (Ilgaz)
- Ayan (Çankırı)
- Aydınlar (Çerkeş)
- Ayseki (Yaprakli)
- Ayvaköy (Yaprakli)

## B
- Bademçay (Yaprakli)
- Bakırlı (Şabanözü)
- Balcı (Ilgaz)
- Balibaği (Çankırı)
- Balıbıdık (Yaprakli)
- Balkavak (Çerkeş)
- Başdibek (Ilgaz)
- Başeğmez (Çankırı)
- Başovacik (Kurşunlu)
- Bayanpınar (Kizilirmak)
- Bayındır (Çerkeş)
- Bayındır (Çankırı)
- Bedil (Çerkeş)
- Belenli (Bayramören)
- Belibedir (Yaprakli)
- Belören-Bucak (Merkezi) (Ilgaz)
- Belsöğüt (Ilgaz)
- Bereket (Kurşunlu)
- Beşdut (Çankırı)
- Beyköy (Ilgaz)
- Beymelik (Çerkeş)
- Boğazkaya (Bayramören)
- Bostanlı (Kizilirmak)
- Boyacioğlu (Kizilirmak)
- Bozatlı (Ilgaz)
- Bozkır (Çankırı)
- Bozkuş (Atkaracalar)
- Bozoğlu (Çerkeş)
- Bucurayenice (Ilgaz)
- Budakpınar (Atkaracalar)
- Büğdüz (Orta)
- Bükçük (Ilgaz)
- Büyükakseki (Yaprakli)
- Büyükbahçeli (Kizilirmak)
- Büyükhacibey (Eldivan)
- Büyükyakali (Şabanözü)
- Buğay (Korgun)
- Buğay (Yapraklı)
- Buğurören (Orta)
- Bulduk (Şabanözü)
- Bulgurcu (Şabanözü)
- Buluca (Yaprakli)

## C
- Cacıklar (Kizilirmak)
- Cendere (Ilgaz)
- Cömert (Ilgaz)

## Ç
- Çağabey (Çankırı)
- Çakirbağ (Bayramören)
- Çakirlar (Yaprakli)
- Çakmak (Çerkeş)
- Çalciören (Çerkeş)
- Çaltipinar (Ilgaz)
- Çapar (Şabanözü)
- Çaparkayi (Şabanözü)
- Çatak (Ilgaz)
- Çatalelma (Çankırı)
- Çatkese (Kurşunlu)
- Çayircik (Bayramören)
- Çayirpinar (Çankırı)
- Çayli (Çerkeş)
- Çaylica (Kurşunlu)
- Çeltikbaşi (Ilgaz)
- Çerçi (Şabanözü)
- Çevrecik (Yaprakli)
- Çiçekköy (Yaprakli)
- Çiftlikköy (Eldivan)
- Çirdak (Kurşunlu)
- Çiviköy (Çankırı)
- Çördük (Çerkeş)
- Çörekçiler (Ilgaz)
- Çukurca (Kurşunlu)
- Çukurören (Korgun)
- Çukuröz (Eldivan)

## D
- Dağçukurören (Çerkeş)
- Dedeköy (Çankırı)
- Dikenli (Çerkeş)
- Dağören (Kurşunlu)
- Değim (Çankırı)
- Dodurga (Çerkeş)
- Dağtarla (Kurşunlu)
- Demirciören (Kurşunlu)
- Doğanbey (Yaprakli)
- Dalkoz (Bayramören)
- Demirli (Atkaracalar)
- Doğanlar (Orta)
- Danabaşi (Çankırı)
- Derebayındır (Orta)
- Doğantepe (Çankırı)
- Danişment (Ilgaz)
- Dereçati (Çankırı)
- Dolaşlar (Bayramören)
- Davutlar (Yaprakli)
- Dereköy (Bayramören)
- Dutağaç (Çankırı)

## E
- Eksik (Ilgaz)
- Erenler (Bayramören)
- Eskice (Ilgaz)
- Elden (Orta)
- Ericek (Ilgaz)
- Eyüpözü (Atkaracalar)
- Elmacı (Eldivan)
- Eskiahır (Kurşunlu)

## F
- Feriz (Bayramören)
- Fındıcak (Çerkeş)

## G
- Gaziler (Ilgaz)
- Gökçeyazi (Ilgaz)
- Göynükören (Bayramören)
- Gelik (Çerkeş)
- Göldaği (Şabanözü)
- Gündoğmuş (Şabanözü)
- Germece (Çankırı)
- Gölez (Eldivan)
- Güneykişla (Kizilirmak)
- Gökçeler (Çerkeş)
- Gölezkayi (Eldivan)
- Güneyköy (Ilgaz)
- Gökçeören (Orta)
- Göllüce (Kurşunlu)
- Gürmeç (Yaprakli)

## H
- Hacıhasan (Ilgaz)
- Hacılar (Çerkeş)
- Hacılar (Kizilirmak)
- Halaçli (Kizilirmak)
- Halkaoğlu (Çerkeş)
- Harmancık (Bayramören)
- Hasakça (Çankırı)
- Hasanhaci (Orta)
- Hisarcik (Eldivan)
- Hisarcikkayi (Eldivan)
- Hocahasan (Kurşunlu)
- Hüyükköy (Orta)

## I
- Ildızım (Korgun)
- Ilıpınar (Atkaracalar)
- Ilısılık (Ilgaz)

## İ
- İçyenice (Çankırı)
- İğdir (Kurşunlu)
- İğdir (Yaprakli)
- İkiçam (Korgun)
- İkikavak (Ilgaz)
- İnaç (Çankırı)
- İnandik (Çankırı)
- İncecik (Orta)
- İncekaya (Bayramören)
- İncik (Çankırı)
- İnköy (Ilgaz)

## K
- Kabakköy (Çerkeş)
- Kadiköy (Çerkeş)
- Kadiözü (Çerkeş)
- Kahyali (Kizilirmak)
- Kaleköy (Ilgaz)
- Kamişköy (Şabanözü)
- Kapaklı (Kizilirmak)
- Kapakli (Kurşunlu)
- Karaağaç (Orta)
- Karacahüyük (Çerkeş)
- Karacaözü (Yaprakli)
- Karadayi (Çankırı)
- Karadibek (Kizilirmak)
- Karahaci (Şabanözü)
- Karakoçaş (Şabanözü)
- Karakuzu (Bayramören)
- Karallı (Kizilirmak)
- Karamürsel (Kizilirmak)
- Karamusa (Şabanözü)
- Karamustafa (Çerkeş)
- Karaömer (Kizilirmak)
- Karaören (Şabanözü)
- Karaşar (Çerkeş)
- Karataş (Bayramören)
- Karatekin (Korgun)
- Karatepe (Korgun)
- Karga (Çerkeş)
- Kavak (Bayramören)
- Kavakköy (Yaprakli)
- Kavaklı (Ilgaz)
- Kavlaklı (Kizilirmak)
- Kayacık (Yapraklı)
- Kayi (Ilgaz)
- Kayiçivi (Korgun)
- Kayılar (Orta)
- Kayiören (Orta)
- Kaymaz (Yaprakli)
- Kazancı (Ilgaz)
- Kemallı (Kızılırmak)
- Kese (Ilgaz)
- Kesecik (Korgun)
- Kiremitçi (Çerkeş)
- Kirişlar (Ilgaz)
- Kirliakça (Yaprakli)
- Kirsakal (Orta)
- Kisaç (Çerkeş)
- Kisaç (Orta)
- Kıvcak (Yaprakli)
- Kıyısın (Ilgaz)
- Kızılca (Kurşunlu)
- Kızılibrik (Atkaracalar)
- Kızılibrik (Ilgaz)
- Koçlu (Bayramören)
- Konak (Çankırı)
- Köpürlü (Kurşunlu)
- Korçullu (Kizilirmak)
- Küçükhacibey (Eldivan)
- Küçüklü (Çankırı)
- Küçükyakali (Şabanözü)
- Kükürt (Atkaracalar)
- Kullar (Yaprakli)
- Kurmalar (Ilgaz)
- Kuşçayiri (Ilgaz)
- Kutluşar (Şabanözü)
- Kuyupınar (Ilgaz)
- Kuzdere (Çerkeş)
- Kuzeykişla (Kizilirmak)
- Kuzören (Çerkeş)
- Kuzuköy (Çankırı)

## M
- Madenli (Kurşunlu)
- Mesutören (Ilgaz)
- Mülayimyenice (Ilgaz)
- Martköy (Şabanözü)
- Meydanköy (Çerkeş)
- Mülayim (Ilgaz)
- Maruf (Korgun)
- Musaköy (Ilgaz)
- Müsellim (Yaprakli)

## O
- Oğlakli (Eldivan)
- Onaç (Ilgaz)
- Ovacik (Çankırı)
- Okçular (Ilgaz)
- Ortabayındır (Orta)
- Oymaağaç (Bayramören)
- Oluklu (Bayramören)
- Ovacik (Yaprakli)

## Ö
- Ödek (Şabanözü)
- Ömerli (Ilgaz)
- Örenli (Çerkeş)
- Ödemiş (Ilgaz)
- Örenköy (Çerkeş)
- Özbek (Şabanözü)

## P
- Paşaköy (Çankırı)
- Pehlivanli (Çankırı)

## S
- Sağirlar (Ilgaz)
- Sarialan (Kurşunlu)
- Serçeler (Ilgaz)
- Sakaeli (Orta)
- Sarikaya (Bayramören)
- Seydiköy (Eldivan)
- Sakarca (Kizilirmak)
- Sarikaya (Yaprakli)
- Sofuoğlu (Yaprakli)
- Sakarcaören (Orta)
- Saritarla (Eldivan)
- Söğütcük (Ilgaz)
- Salur (Orta)
- Sarmaşik (Ilgaz)
- Subaşi (Yaprakli)
- Sancar (Orta)
- Satilar (Ilgaz)
- Sumucak (Kurşunlu)
- Saray (Eldivan)
- Satiyüzü (Çankırı)
- Susuz (Atkaracalar)
- Saraycik (Kizilirmak)
- Sazak (Ilgaz)
- Süleymanhacilar (Ilgaz)
- Saraycik (Ilgaz)
- Sazciğaz (Yaprakli)
- Süleymanli (Çankırı)
- Saraycik (Çerkeş)
- Seki (Ilgaz)
- Sünürlü (Kurşunlu)

## Ş
- Şeyhdoğan (Çerkeş)
- Şeyhyunus ( Ilgaz)

## T
- Taşhanlar (Çerkeş)
- Timarli (Kizilirmak)
- Tutmaçbayindir (Orta)
- Tatlipinar (Yaprakli)
- Topçu (Bayramören)
- Tuzlu (Çankırı)
- Tepealagöz (Kizilirmak)
- Topuzsaray (Yaprakli)
- Tüney (Çankırı)

## Ü
- Üçgazi (Bayramören)
- Ünür (Çankırı)
- Üyük (Atkaracalar)

## Y
- Yakadere (Yapraklı)
- Yenice (Orta)
- Yukarıbozan (Ilgaz)
- Yakaköy (Yapraklı)
- Yenice (Yapraklı)
- Yukariçavuş (Çankırı)
- Yakalı (Atkaracalar)
- Yenidemirciler (Ilgaz)
- Yukaridere (Ilgaz)
- Yakuplar (Çerkeş)
- Yeniköy (Çerkeş)
- Yukarımeydan (Ilgaz)
- Yalakçukurören (Çerkeş)
- Yeniyapan (Kizilirmak)
- Yukaripelitözü (Çankırı)
- Yalaközü (Çerkeş)
- Yerkuyu (Ilgaz)
- Yukarıyanlar (Eldivan)
- Yalaycık (Ilgaz)
- Yeşilöz (Kurşunlu)
- Yuklu/ (Büyükcamii) (Mah.) (Yapraklı)
- Yamaçbaşi (Yapraklı)
- Yeşilyayla (Yapraklı)
- Yumaklı (Çerkeş)
- Yamukören (Kurşunlu)
- Yeşilyurt (Çankırı)
- Yurtpınar (Bayramören)
- Yaylaören (Ilgaz)
- Yıprak (Çerkeş)
- Yusufoğlu (Bayramören)
- Yaylatepesi (Bayramören)
- Yolkaya (Korgun)
- Yuva (Orta)
- Yaziköy (Ilgaz)
- Yoncalı (Çerkeş)
- Yuvademirciler (Ilgaz)
- Yaziören (Bayramören)
- Yukarialagöz (Kizilirmak)
- Yuvasaray (Ilgaz)